# Shkodran Tolaj
Shkodran Tolaj (mac. Шкодран Толај, ur. 16 kwietnia 1980 w Dečani) – północnomacedoński piosenkarz.

## Życiorys
W 2013 roku wziął udział w festiwalu muzycznym Kënga Magjike.

## Dyskografia[1]

### Albumy
| Rok  | Album       |
| ---- | ----------- |
| 2011 | Hape zemren |

### Teledyski
| Rok  | Teledysk             |
| ---- | -------------------- |
| 2007 | Per inatin tim       |
| 2007 | Eja te lutem eja     |
| 2011 | Moshatarja           |
| 2013 | Shqipet e uskanes    |
| 2015 | Xhamadani i ri       |
| 2017 | Kërçovari            |
| 2018 | Gjaku i Kastriotit   |
| 2018 | Hero i zemrës sime   |
| 2018 | Trimat e dukagjinit  |
| 2018 | Apollon              |
| 2019 | Botë e vjetër        |
| 2021 | Nga Shkupi në Prekaz |
| 2021 | Shkupi Dardan        |
| 2022 | Kosova               |